# Maaninkajärvi
Maaninkajärvi är en sjö i Finland. Den ligger i kommunen Kuopio i landskapet Norra Savolax, i den centrala delen av landet, 400 km norr om huvudstaden Helsingfors. Maaninkajärvi ligger 81,9 meter över havet. Den är 70,42 meter djup. Arean är 24,35 kvadratkilometer och strandlinjen är 108,36 kilometer lång. Sjön  ingår i Vuoksens huvudavrinningsområde. 